# Орільське
Орі́льське —  село в Україні, у Берестинському районі Харківської області. Населення становить 238 осіб. Орган місцевого самоврядування — Володимирівська сільська рада.
Після ліквідації Сахновщинського району 19 липня 2020 року село увійшло до Красноградського (Берестинського) району.

## Географія
Село Орільське знаходиться на правому березі річки Орілька, вище за течією примикає до села Веселе (Лозівський район), нижче за течією на відстані 3 км розташоване село Староволодимирівка, на протилежному березі — село Надеждине (Лозівський район). Русло річки частково використовується під Канал Дніпро — Донбас. Через село протікає балка-струмок Плисова. Поруч проходить автомобільна дорога Р79.

## Історія
- 1870 - дата заснування.

## Населення

### Мова
Розподіл населення за рідною мовою за даними перепису 2001 року:
| Мова            | Кількість | Відсоток |
| --------------- | --------- | -------- |
| українська      | 222       | 93.28%   |
| російська       | 13        | 5.46%    |
| інші/не вказали | 1         | 1.26%    |
| Усього          | 238       | 100%     |

## Економіка
- Фермерське господарство «БІЛИК».

## Об'єкти соціальної сфери
- Будинок культури. Згорів в 2008 році.

- Орільська сільська бібліотека- філія КЗ" Сахновщинська Публічна Бібліотека ".
- Заснована  у 1955 році